# Hieracitas
Los hieracitas fueron herejes del siglo III, cuyo líder fue un médico llamado Hieras o Hieracas, natural de Leoncio o Leontópolis en Egipto. 
San Epifanio que menciona y refuta los errores de este sectario, dice que observaba una austeridad de costumbres ejemplar, que era versado en las ciencias de los griegos y egipcios, que había trabajado mucho sobre la sagrada escritura y que estaba dotado de una elocuencia dulce y persuasiva. No es extraño que con unas partes tan distinguidas atrajese a sus creencias a una multitud de monjes egipcios. Vivió hasta la edad de noventa años y escribió hasta el fin de su vida.
San Epifanio nos manifiesta que Hieras negaba la resurrección de la carne y no admitía más que una resurrección espiritual de las almas: que condenaba el matrimonio como un estado de imperfección permitido por Dios en el antiguo testamento, pero que Jesucristo había venido a reformar por el Evangelio: por consecuencia no recibía en su secta más que a los célibes y monjes, a las doncellas y las viudas. Pretendía que los niños que mueren antes de tener uso de razón no van al cielo porque no han merecido la eterna bienaventuranza por ninguna obra buena. Confesaba que el hijo de Dios fue engendrado del Padre y que el Espíritu Santo procede del Padre y del Hijo; pero había soñado que Melquisedec era el Espíritu Santo revestido de cuerpo humano. Se valía de un libro apócrifo titulado La ascensión de Isaías, y pervertía el sentido de las escrituras con ficciones y alegorías. Debe presumirse que se abstenía del vino, de la carne y de otros manjares no solamente por mortificación, sino por una especie de horror supersticioso, porque San Epifanio le refuta citando a San Pablo, que dice que toda criatura de Dios es buena y es santificada por la palabra divina y la oración.
Varios críticos han discurrido que la aversión ni matrimonio, a las riquezas y a los placeres de la sociedad y la estimación de la virginidad y del celibato con que se distinguieron las primeras sectas del cristianismo, provinieron de la persuasión en que se estaba de que iba a acabarse en breve el mundo. Otros han supuesto que estas nociones se habían tomado de la filosofía oriental, la pitagórica y la platónica. Pero aquí no vemos ningún vestigio de estas dos pretendidas causas. San Epifanio atesta que Hieras fundaba sus opiniones en ciertos pasajes de la sagrada escritura de que abusaba: aquel santo padre alega dichos pasajes y refuta el sentido que les daba el sectario. Allí no se trata ni del fin del mundo, ni de preocupaciones filosóficas.